# Edith Ewing Bouvier Beale
Edith Ewing Bouvier Beale, surnommée Big Edie, née le 5 octobre 1895 et morte le 5 février 1977, était une personnalité mondaine et une chanteuse américaine, connue pour l’excentricité de son style de vie et son goût de la solitude. Elle était la tante de Jacqueline Kennedy-Onassis. Sa vie, notamment sa relation avec sa fille Edith Bouvier Beale, sont le sujet du documentaire Grey Gardens (1975) réalisé par Albert et David Maysles.

## Biographie
Les parents d'Edith Bouvier Beale étaient Maude Frances Sergeant et John Vernou Bouvier Jr., les grands-parents paternels de Jacqueline Kennedy-Onassis. Ses frères et sœurs étaient John Vernou Bouvier III (1891-1957), William Sergeant "Bud" Bouvier (1893-1929), décédé prématurément du fait d'une addiction à l'alcool, ainsi que les sœurs jumelles Maude Reppelin Bouvier Davis (1905-1999) et Michelle Caroline Bouvier Scott Putnam (1905-1987).
Edith Beale poursuivit une carrière de chanteuse amateur. En 1917, elle épousa l'avocat et financier Phelan Beale, qui travaillait dans le cabinet d'avocats de son père, Bouvier and Beale. Le mariage donna lieu à une somptueuse cérémonie catholique, célébrée dans Cathédrale Saint-Patrick de New York. Le couple habitait au 987 Madison Avenue, où se trouve aujourd'hui l'hôtel Carlyle. Trois enfants naquirent de cette union : une fille, Edith, surnommée « Little Edie », (1917-2002), et deux garçons, Phelan Beale Jr. (1920-1993) et Bouvier Beale (1922-1994).
En 1923, Phelan Beale acheta le manoir Grey Gardens, situé dans le quartier Georgica à East Hampton, à un pâté de maisons de l'océan Atlantique. Après la séparation du couple, en 1931, Edith conserva Grey Gardens. Elle reçut une aide pour ses enfants mais aucune véritable pension alimentaire. Elle poursuivit sa carrière de chanteuse, donnant des récitals à son domicile et lors de réceptions locales. Ses fils firent des études universitaires et participèrent à la Seconde Guerre mondiale. À cette époque, ils avaient déjà fondé un foyer. En 1946, Phelan Beale informa Edith de leur divorce par un télégramme expédié du Mexique. En juillet 1952, la fille aînée du couple revint vivre à Grey Gardens après cinq années passées à Manhattan.
En octobre 1971, la police, alertée, se rendit sur les lieux et découvrit une maison "pleine de détritus, d'odeurs de chats et en violation de diverses ordonnances locales ». Le conseil de santé du comté de Suffolk, à New York, se prépara à expulser Edith Bouvier Beale et "Little Edie" en raison de l'insalubrité de la propriété. La famille Beale réagit et paya 30 000 $ pour rénover la propriété, régler l'arriéré d'impôt et verser une allocation aux deux femmes, dont les revenus provenant d'un fonds en fiducie étaient épuisés depuis quelques années. La procédure d'expulsion fut abandonnée.
En 1972, la nièce d'Edith Beale et sœur cadette de Jacqueline Kennedy, Lee Radziwill, commanda aux réalisateurs Albert et David Maysles un film documentaire consacré à la famille Bouvier. Au début, ils filmèrent Edith Beale et "Little Eddie". Le projet n'alla pas à son terme mais Lee conserva les séquences filmées.
Cependant, les frères Maysles avaient été fascinés par le mode de vie totalement original des deux femmes. Après avoir réuni les fonds nécessaires à la reprise du film, et avec leur propre équipement, ils revinrent sur les lieux et tournèrent soixante-dix heures supplémentaires avec elles. Le film qui en résulta, Grey Gardens, est généralement considéré comme un chef-d’œuvre du documentaire. Il fit l'objet d'une adaptation sous forme de comédie musicale en 2006, sous le même titre. Les personnages de Lee et Jackie Bouvier y apparaissent, rétrospectivement, comme des enfants en visite. Un film télévisé de la chaîne américaine HBO, fondé sur le documentaire et plus généralement sur l'histoire des Beale, fut diffusé en 2009 sous le même titre,. En 2021, Patrick Jeudy réalise le documentaire dans l'ombre de Jackle Kennedy, plus axé toutefois sur la rivalité de "Little Edie" avec sa cousine Jacqueline.
Edith Beale succomba à une pneumonie à l'hôpital Southampton, New York, le 5 février 1977. Elle fut inhumée dans le caveau de la famille Bouvier au cimetière catholique Most Holy Trinity, à East Hampton.
Comme sa vie touchait à sa fin, sa fille, "Little Edie", lui demanda si elle avait des choses à dire. Elle répondit : "Rien. Tout est dans le film".